# Dana E. Glauberman
Dana Elise Glauberman (* 11. Dezember 1968 in Los Angeles) ist eine US-amerikanische Filmeditorin.

## Leben
Glauberman studierte Film an der University of California in Santa Barbara. Danach arbeitete sie als Editorin für unterschiedliche TV-Shows. Mitte der 90er Jahre wurde sie Assistentin von Ivan Reitman, dessen Sohn Jason sie bat, seine Spielfilme zu schneiden. So war sie Schnittassistentin bei Reitmans Kurzfilm In God We Trust und Filmeditorin bei Reitmans Regiedebüt Thank You for Smoking.
2007 wurde Glauberman erneut von Reitman engagiert, diesmal für dessen zweite Regiearbeit, Juno. Hierfür war sie für den „Eddie Award“ der American Cinema Editors nominiert.
Im Jahr 2009 schnitt Glauberman Reitmans dritten Film, Up in the Air. Im selben Jahr montierte sie außerdem den Liebesfilm Love Happens mit Aaron Eckhart und Jennifer Aniston.

## Filmografie

### Als Filmeditorin
- 2001: Ein Lied für Jade (A Song for Jade)
- 2001: Rain
- 2005: Heart of the Beholder
- 2005: Thank You for Smoking
- 2006: Factory Girl
- 2007: Juno
- 2009: Love Happens
- 2009: Up in the Air
- 2011: Freundschaft Plus (No Strings Attached)
- 2011: Young Adult
- 2012: Unterwegs mit Mum (The Guilt Trip)
- 2013: Labor Day
- 2014: Draft Day
- 2014: #Zeitgeist (Men, Women & Children)
- 2017: Wer ist Daddy? (Father Figures)
- 2019: The Mandalorian (Fernsehserie)
- 2021: Ghostbusters: Legacy (Ghostbusters: Afterlife)
- 2023: Ahsoka (Fernsehserie)
- 2025: Karate Kid: Legends

### Als Schnittassistentin
- 2000: In God We Trust
- 2002: E.T. – Der Außerirdische (E.T. the Extra-Terrestrial) – The 20th Anniversary

## Auszeichnungen

### American Cinema Editors Eddie Award
Nominiert
- 2005: ACEE-Award: Bester Filmschnitt für Thank You for Smoking
- 2007: ACEE-Award: Bester Filmschnitt für Juno